# دانشگاه راجیو گاندی
دانشگاه راجیو گاندی (به هندی: राजीव गांधी विश्वविद्यालय) قدیمی‌ترین دانشگاه ایالت آروناچال پرادش هند است که در دویموک، در ۱۵ کیلومتری شهر ایتاناگار، مرکز ایالت واقع شده‌است. این دانشگاه در سال ۱۹۸۴ توسط نخست‌وزیر وقت، ایندیرا گاندی بنیان‌گذاری شد.

## دانشکده‌ها و گروه‌های آموزشی
- دانشکده زبان
  - گروه زبان هندی
  - گروه زبان انگلیسی
- دانشکده علوم اجتماعی
  - گروه تاریخ
  - گروه اقتصاد
  - گروه مردم‌شناسی
  - گروه علوم سیاسی
  - گروه جامعه‌شناسی
  - گروه کار اجتماعی
- دانشکده آموزش
  - گروه آموزش
  - گروه تربیت بدنی
- دانشکده علوم محیط زیست
  - گروه جغرافیا
- دانشکده علوم پایه
  - گروه شیمی
  - گروه ریاضی
  - گروه فیزیک
- دانشکده علوم زیستی
  - گروه گیاه‌شناسی
  - گروه جانورشناسی
- دانشکده فناوری اطلاعات
  - گروه ارتباطات جمعی
- دانشکده مهندسی و فناوری
  - گروه علوم و مهندسی کامپیوتر
  - گروه الکترونیک و مهندسی ارتباطات
- دانشکده تجارت و مطالعات مدیریت
  - گروه اقتصاد
  - گروه مدیریت